# 캘리포니아 대학교 샌타바버라
캘리포니아 대학교 샌타바버라(University of California, Santa Barbara, 줄여서 UCSB)는 미국 캘리포니아주 샌타바버라에 위치한 세계 최상위권 연구중심 주립 대학이다. 태평양에 면해 있다. 남녀 공학이며 공립 대학(public university)이자, 캘리포니아 대학교의 10 곳 캠퍼스 중 하나이다. UCSB는 1891년에 개교를 했으며 1944년에 University of California 시스템에 속하게 되었다.  2019년 현재 학생수는 약 2만 2000여 명이다. 2022년 《U.S. 뉴스 & 월드 리포트》가 발표한 전미 종합대학순위에서 28위를, 전미 공립대학순위에서 5위를, 같은 캘리포니아 대학교 시스템 UC대학들 중 UCLA와 UCB가 각각 1, 2위, UCSB는 3위이다. 2019년 현재 이 대학의 교수진들은 1998년 이래로 화학, 물리, 경제 분야에서 6개의 노벨상을 수상 했으며 퍼블릭 아이비리그에 속하며, 연구등급은 R1: Doctoral Universities – Very high research activity에 속하는 세계적인 명문대학이다.

## 입학
프린스턴 리뷰는 입학 선택 선호도 점수(Admission Selectivity) 부분에서 캘리포니아 대학교 샌타바버라를 99점 만점 중 94점을 주었다. 《U.S. 뉴스 & 월드 리포트》에 의거하면 “가장 까다로운”(Most Selective) 등급을 받은 바 있다. 입학이 허가된 신입생의 성적(GPA)은 평균 4.10 - 4.29이다. 2020년 가을 학기 통계를 보면, UCSB를 지원한 학생 중 95%는 고등 학교에서 상위 10%내에 들었다. 지원자 중 37%가 합격하였다. 역시 2020년 가을 학기 통계인데, 편입(transfter)을 지원한 학생 중 51%가 합격하였다. 입학 원서 접수 비용은 70 달러였다. 인터넷으로도 입학 원서를 받았다.

## 역사

### 베트남 전쟁 시기
캘리포니아 대학교 샌타바버라는 1960년 대 후반 및 1970년 대 초반에 걸쳐 반 베트남 전쟁 운동이 크게 일어났던 곳으로 유명하다. 캘리포니아 대학교 버클리나 다른 캘리포니아 대학들에서도 반전 운동이 일어나기는 했으나, UCSB만큼 전국적인 미디어의 주목을 받지는 못하였다. 이 때의 사건을 예를 들어보면, 학교의 교수 클럽에 폭탄을 터뜨린다거나, 아이슬라 비스타의 학생 커뮤니티 내의 뱅크 오브 아메리카의 지점 건물을 불태우다든가 하는 것들이었다. 이에 당시 주지사였던 로날드 레이건은 1971-72 학년도 동안에 대학에 외출 금지령을 선포했고 주 방위군을 주둔케 하여 외출 금지령을 강제하게 하였다. 그 당시에는 아이슬라 비스타의 캠퍼스 내에서 무기를 든 보초병들을 흔히 목격할 수 있었다. UCSB는 당시 전국적인 반전 연설가들이 전국적인 연설 유세 중 꼭 들르는 곳이었다. 제시 잭슨, 랄프 아버나시, 탐 헤이든, 애비 호프만, 엘드리지 클리버, 유진 매카시, 죠지 먹거번 등이 들렀다. 후에는 시들해져서, 1980년 당시 대통령 후보였던 존 앤더슨만이 학교 내에서 연설하였다.

## 명성

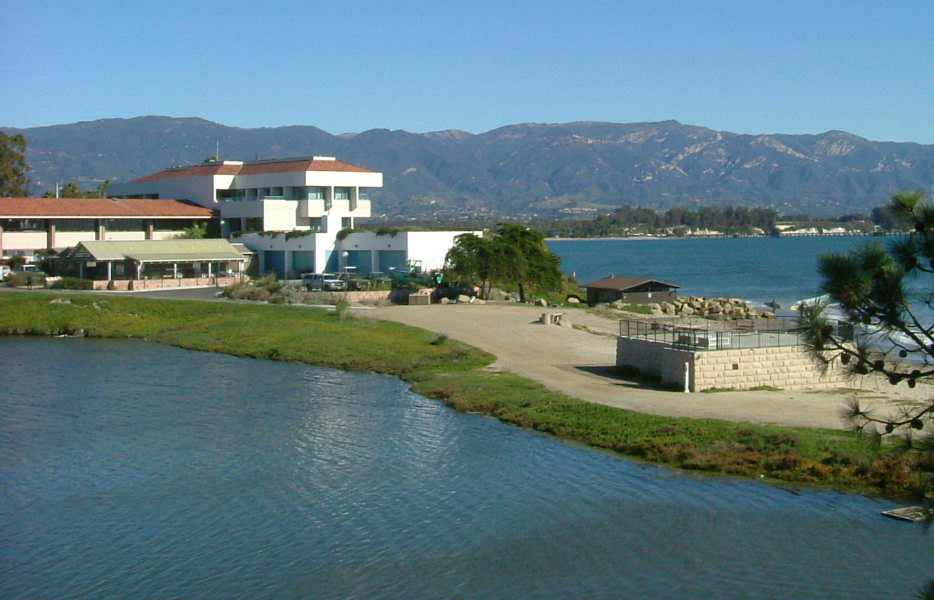
UCSB 라군과 해군 생명공학 연구소의 전경

미국의 대학들 중, USCB는 퍼블릭 아이비스 목록에 자주 오르내린다. 공립 대학들 중 아이비 리그 대학에 필적할만한 대학만이 목록에 오를 수 있다.
2005년 뉴스위크는 UCSB를 25개의 가장 따끈따끈한(Hottest) 대학 중 하나로 꼽았다.
2013년 《U.S. 뉴스 & 월드 리포트》는 UCSB의 대학원 과정에 대해 다음과 같이 순위를 매겼다.
- 재료 과학/공학 (2위),
- 화학공학 (9위),
- 물리 (10위),
- 전기공학 (17위),
- 지구과학 (23위),
- 기계 공학 (26위),
- 화학 (33위),
- 전산학(컴퓨터 사이언스) (35위),
- 수학 (46위),
- 생물학 (46위),

- 사회학 (28위)
- 영어영문학 (29위),
- 심리학 (40위),
- 경제학 (42위),
- 역사학 (42위),
- 정치학 (49위),

## 학문

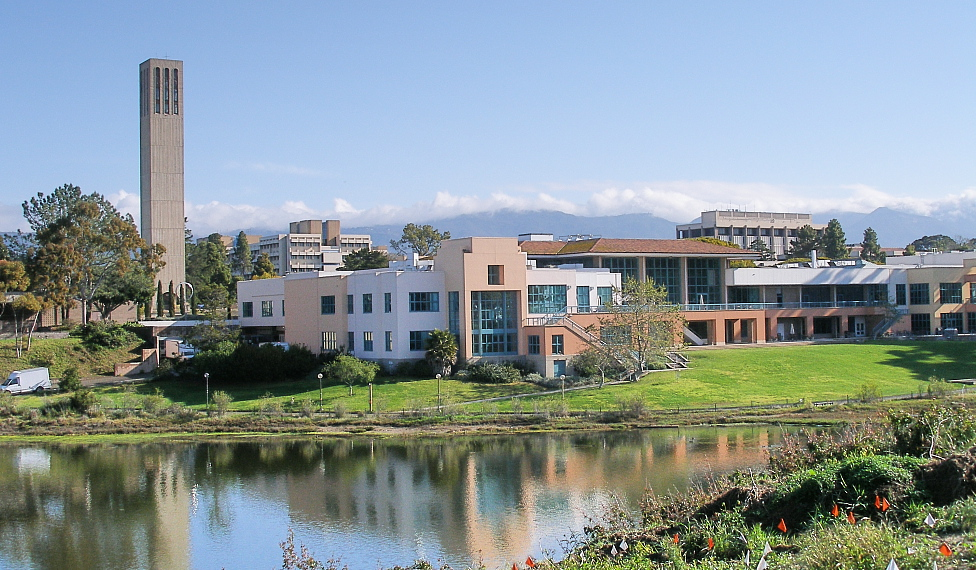
스토크 타워와 UCSB 라군 앞의 대학 센터.

UC 샌타바버라는 미국 대학 연맹(Association of American Universities)에 속한 62개의 연구-중심 대학 중 하나이다. 이 대학의 교수진들은 1998년 이래로 화학, 물리, 경제 분야에서 6개의 노벨 상을 타 냈다. 《U.S. 뉴스 & 월드 리포트》는 이 대학을 미국 내 공립 대학(public university) 중 5위 정도로 순위를 매기고 있다. 

## 지리

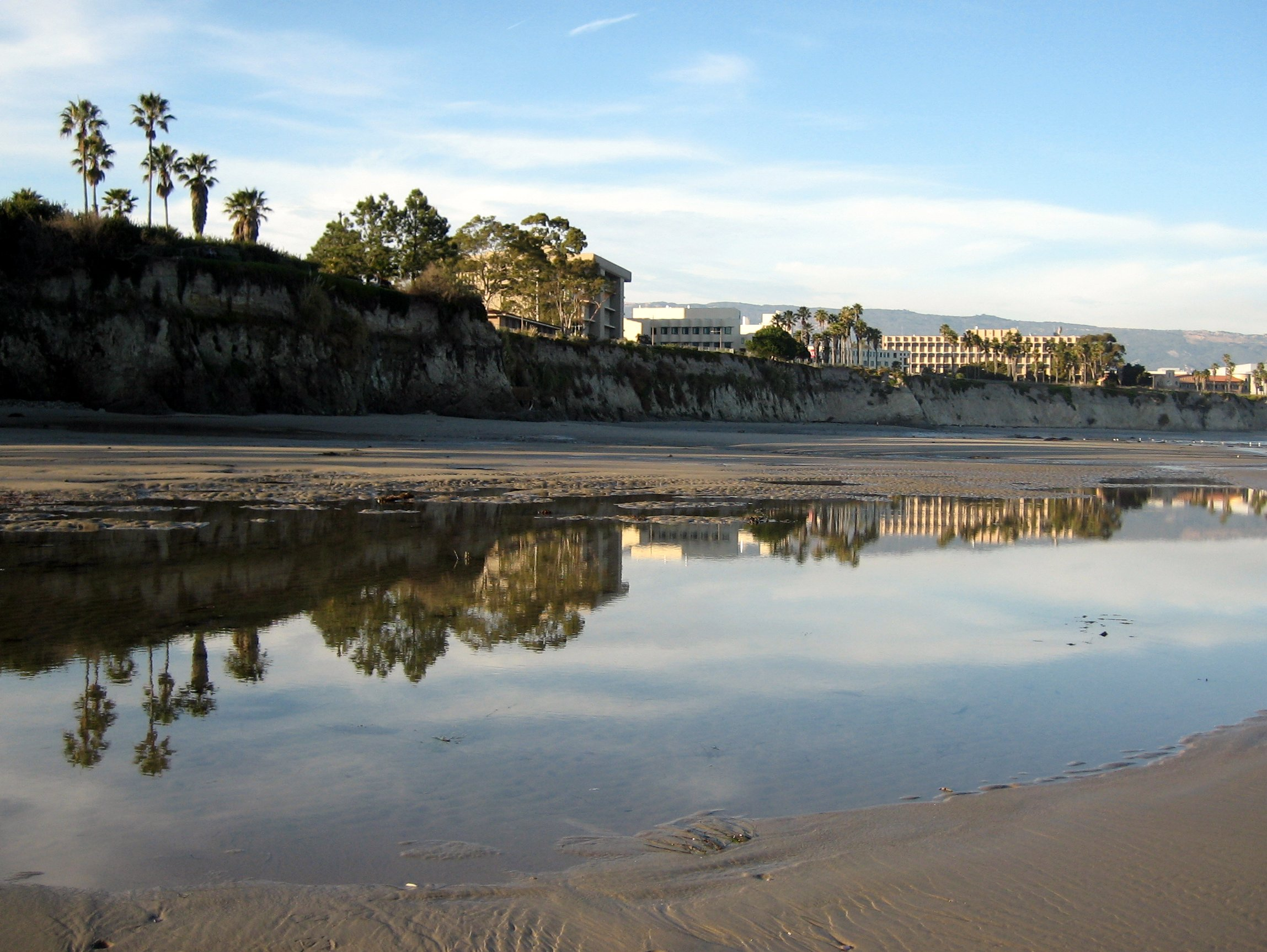
캠퍼스 동편의 절벽 위의 건물들

UCSB는 태평양을 내려다보는 절벽 위에 바로 위치해 있다..
UCSB 캠퍼스는 샌타바버라에 합병되지는 않았으며, 엄밀히 말하면 샌타바버라의 일부가 아니다. 최근에 성장한 도시인 골레타 시에 오히려 더 가깝다. 골레타 시는 태평양을 따라 샌타바버라 공항 및 캠퍼스 서문까지 이어지는 도시 회랑을 만드는 샌타바버라의 부속 도시이다. UCSB는 비록 샌타바버라의 우편 주소를 가지고 있지만, 다른 도시 외곽의 지역과 마찬가지로, 입구만이 샌타바버라 경계선에 위치할 뿐이다. 다른 캘리포니아 대학교나 캘리포니아 주립 대학과 마찬가지로, UCSB 캠퍼스는 자치 지역이며 어느 두 도시 중 하나에 속하는 것이 아니다. 캠퍼스는 4개 구역으로 나뉜다: 메인 캠퍼스(교육 시설과 학부생 기숙사가 있다. 708 에이커), 스토크 캠퍼스, 웨스트 캠퍼스, 노스 캠퍼스의 4개 구역으로 나뉜다. 캠퍼스는 아이슬라 비스타 지역을 감싸고 있다.
UCSB은 자체적으로 "해변"을 가지고 있는 얼마 안 되는 대학 중 하나이다. 3면이 태평양으로 둘러싸인 캠퍼스에는, 몇 마일에 걸친 해안선 뿐만 아니라 자체적인 라군도 있다. 캠퍼스 내에는 라군과 바다를 휘감는 자전거 길이 수없이 많다.

## 체육 활동
UCSB의 마스코트는 가우초이다. 학교 팀 색상은 청색과 황금색이다. UCSB 스포츠 팀들은 빅 웨스트 콘퍼런스에서 시합을 가진다. 남자 수구부, 여자 수구부, 남자 배구부만이 예외적으로 마운튼 패시픽 스포츠 페데레이션에서 시합을 가진다. 캘리포니아 대학교 샌타바버라는 여자 농구부와 남자 축구부로 가장 유명하다.
다른 수백 명의 학생들도 배드민튼, 농구, 볼링, 플랙 축구, 골프, 플로 하키, 실내외 축구, 라켓볼, 스쿼시, 육상, 소프트볼, 테니스, 얼티밋 프리즈비, 발리볼, 이너 튜브 수구, 킥볼 같은 다양한 교내 스포츠 활동을 하고 있다.

### 축구
2004년 UCSB 남자 축구팀은 칼리지 컵(College Cup)(대학 축구 4강)에 진출한 바 있다. UCSB는 여기서 듀크(Duke)를 5-0으로 꺾고, 결승에 진출하였다. 결승에서는 페널티 킥 끝에 인디애나 대학에게 져 준우승에 그쳤다.
2006년 UCSB 남자 축구팀은 다시 칼리지 컵(College Cup)에 진출하였다. 준결승에서 이팀(별명은 가우초)는 두 번째 시드였던 웨이크 포레스트와 0-0으로 본경기를 마치고, 페널티 킥에서 4-3으로 이겼다. 결승에서 UCLA 브륀스와 만났다. 2-1로 이겼다. NCAA 남자 축구 종목에서 첫 우승이었다. 학교로서는 1979년 수구 종목 이후 두 번째인 NCAA 챔피언십 우승이었다.

### 농구
2005년 여자 농구 팀은 빅 웨스트 콘퍼런스 챔피언십에서 사상 최초의 9연패를 달성하였다.

### 수구 및 배구
UCSB는 1979년 남자부 수구 종목에서 네셔널 챔피언십을 거머쥔 바 있다. UCLA를 결승에서 11-3으로 물리쳤다. 남자부 배구 팀은 1988년도를 포함하여 4번 NCAA 러너가 된 바 있다.

### 서프 팀
UCSB 서프 팀은 전국 대회에서 12번 우승한 바 있다. 미국 내의 어떤 다른 서프 팀보다우승을 많이 하였다. 마지막 우승 대회는 2005년도의 NSSA 네셔널스이다.

### 라크로스
UCSB 라크로스 남자부 팀은 미국 내의 제일가는 라크로스 팀이다. 네셔널 챔피언십에서 두 번 우승하였고, WCLL(서부 대학 라크로스 리그)에서 꾸준히 상위에 들고 있다.

### 가우초 로코스
1998년 UCSB 학생회가 조직한 응원단이다. UCSB의 체육 팀들을 응원 및 지원한다. 원래 이름은 가우초홀릭스(Gauchoholics)였으나, 그 부정적인 의미 때문에 이름을 가우초 로코스(Gaucho Locos)로 바꾸었다. 이들은 더 레이트 쇼 위드 데이빗 레터맨에서 볼 수 있는, 등에 탑 텐 리스트가 새겨진 황금색 노랑 티-셔츠를 입는데, UCSB 체육 팀의 운동 시합이 열리는 곳에서 이들을 볼 수 있다.
가우초 로코스는 유명한 마스코트를 가지고 있다. 이름은 “더 팬텀 오브 터 썬더돔”이고, 조로 마스크를 쓰고 검은색 망토를 두른 남자 마스코트이다. 청반바지를 입고 황금 노랑 UCSB 농구부 저지를 입고 가우초 로코 티-셔츠를 속에 받쳐 입은 차림이다.

### 얼티밋 프리즈비
UCSB에는 미국에서 가장 강한 얼티밋 프리즈비(Ultimate Frisbee, 원반던지기)팀이 두 팀씩이나 있다. 다만, 두 팀 모두 “가우초” 이름 하에서 활동하지는 않는다. 얼티밋 선수 연합의 대학 남자부 오픈에서, 블랙 타이드(Black Tide)는 내내 15위 안에 들고 있으며, 6번의 전국 우승을 거머쥔 바 있다. 대학 여자부 경기에서는 버닝 스커츠(Burning Skirts)도 남자부의 명성에 버금간다. 버닝 스커츠는 창단 이래로3번 전국 우승 타이틀을 차지하였다.

## 같이 보기
- 2014년 아일라비스타 살해 사건